# الیستر دانیهی
الیستر دانیهی (انگلیسی: Alistair Donohoe؛ زادهٔ ۳ مارس ۱۹۹۵) دوچرخه‌سوار اهل استرالیا است.
وی در مسابقات کشوری و بین‌المللی در مجموع برندهٔ ۳ مدال طلا، ۸ مدال نقره، ۶ مدال برنز شده‌است.